# Fabrizio Plessi
Fabrizio Plessi, né le 3 avril 1940 à Reggio nell'Emilia (Italie), est un artiste italien d'installation, d'art des médias et de vidéo.

## Vie et création artistique

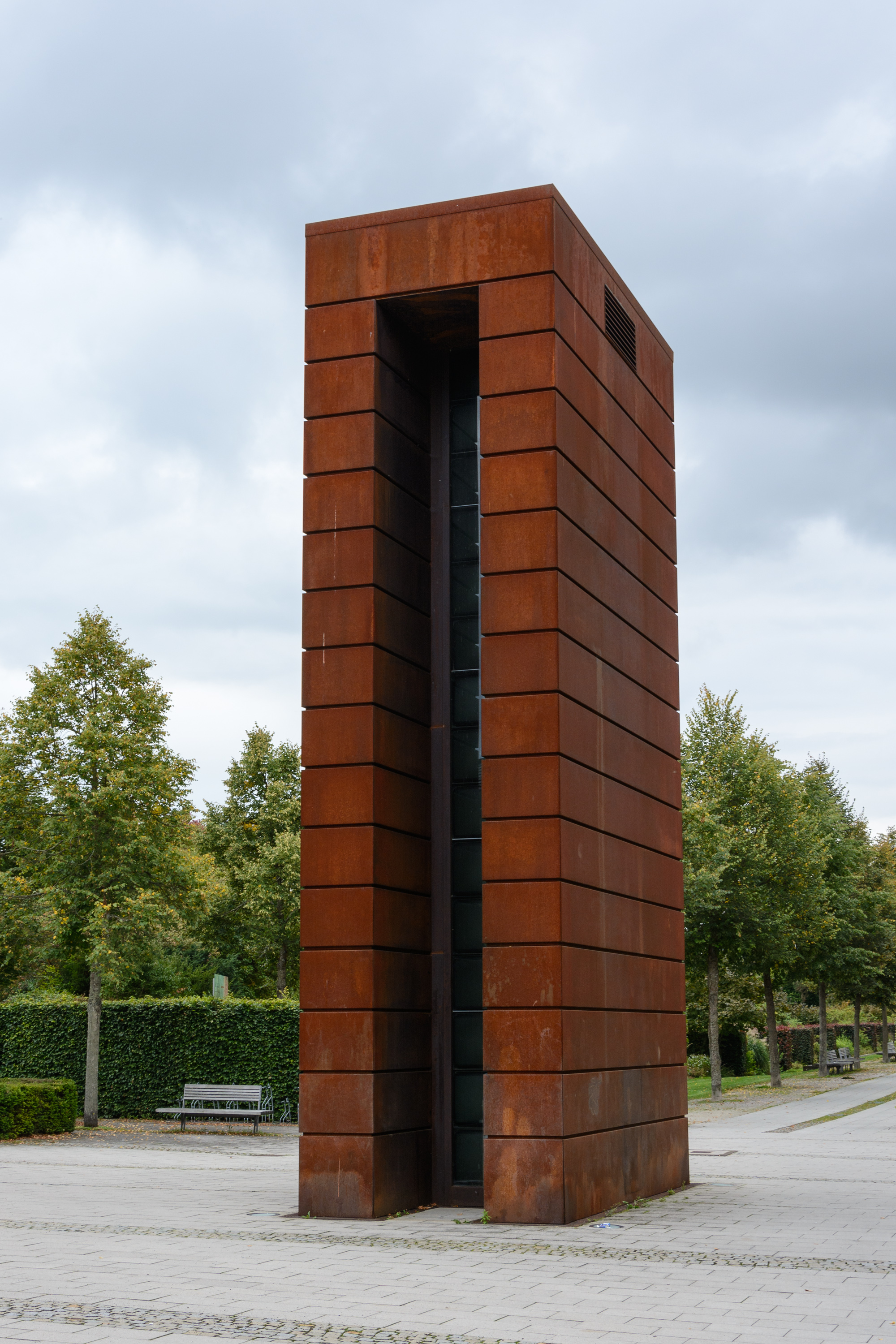
« Tour Plessi » à Kronach.

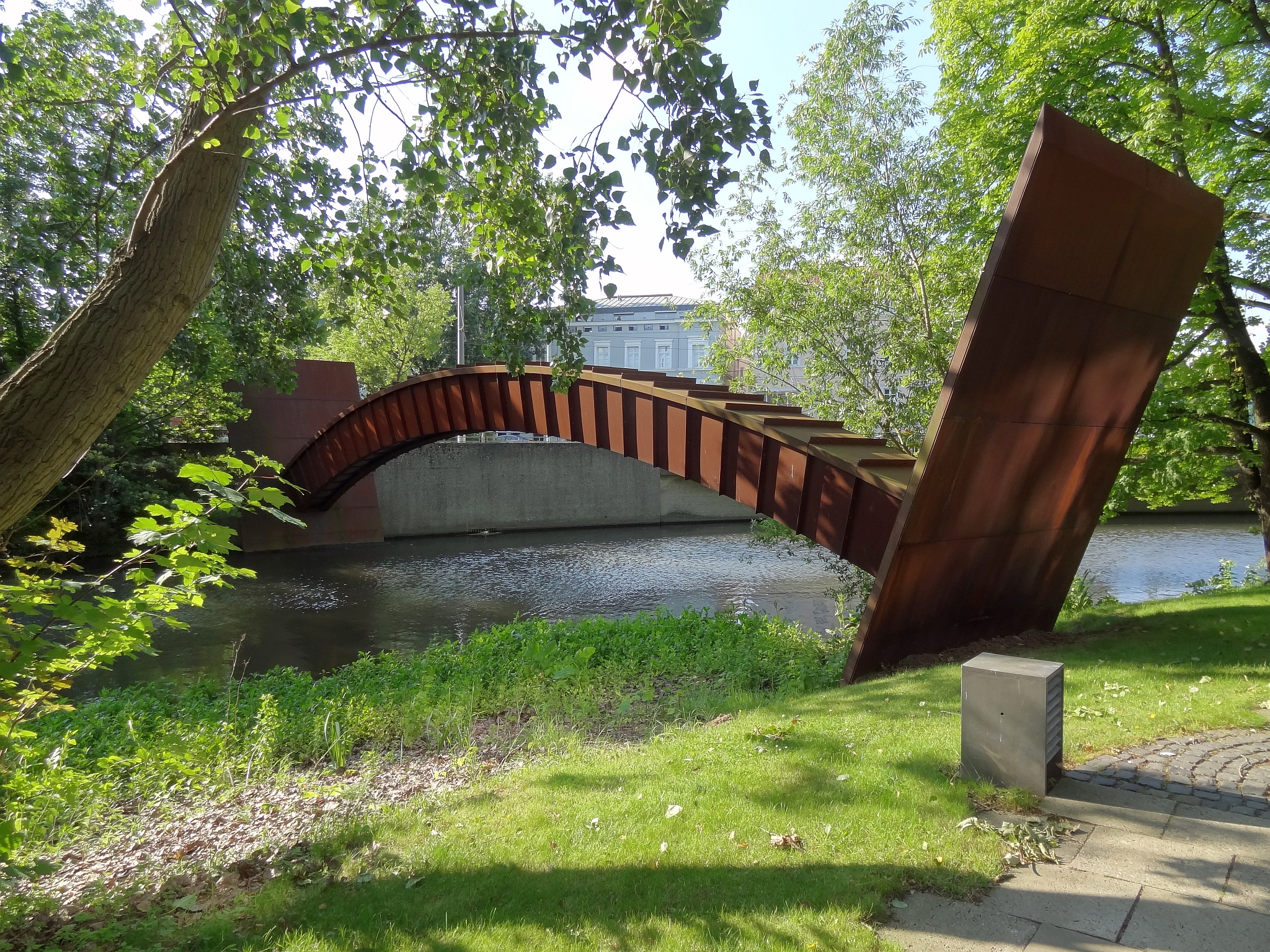
« Plessi-Bogen » à Brunswick.

Fabrizio Plessi étudie la peinture à l'Académie des Beaux-Arts de Venise. Il effectue d'abord des performances et réalise des films expérimentaux. Il devient internationalement connu avec la sculpture vidéo, une nouvelle forme d'art qu'il développe au milieu des années 1970. Ses œuvres appartiennent à l'arte povera et à l'art conceptuel. Un thème principal de ses œuvres est l'eau, par lequel il utilise divers moyens pour ses installations artistiques, notamment des films, des vidéos ainsi que des performances et des productions dans lesquelles il utilise des pierres, du fer rouillé, du bois, de la paille et d'autres matériaux, également avec son installation vidéo en plein air « Waterfire »/ La « tour Plessi », de 10 m de haut, en acier et moniteurs s'élève devant l'entrée du Salon national de l'horticulture à Kronach depuis 2002.
Plessi vit et travaille à Venise, Cologne et Majorque.

## Musée Plessi
Le musée Plessi, inauguré sur l'autoroute du Brenner en 2013, présente des vidéos, des dessins et des installations de l'artiste dans une exposition permanente. Le musée est une station-service d'autoroute, donc accessible uniquement par l'autoroute et se trouve à proximité immédiate de l'ancien poste de douane italo-autrichien.

## Citations
- « Mon art est une recherche incessante de poésie, d'histoire et de l'âme des choses. »[3]
- « Mon travail est celui d'un alchimiste singulier qui réunit des matériaux typiques de la sphère de l'art — comme le fer, le bois, le marbre — avec l'irisation de la technologie, de l'électronique. »[4]

## Expositions (sélection)
- 1977 : Kunsthalle, Kiel
- 1979 : Sammlung Ludwig, Aix-la-Chapelle
- 1987 : Documenta 8, Cassel
- 1988 : Neue Galerie der Stadt Linz, Linz
- 1995 : Biennale de São Paulo, Brésil
- 1998 : Musée Guggenheim Soho, New York
- 1999/2000 : Kestnergesellschaft, Hanovre
- 2001/2002 : Sammlung Essl, Klosterneuburg
- 2002 : Kronach Waterfire / der Plessiturm
- 2003 : Biennale de Venise, Venise
- 2004 : Martin-Gropius-Bau, Berlin
- 2006/2007 : musée Wilhelm-Hack, Ludwigshafen
- 2006/2007 : H2 – Zentrum für Gegenwartskunst, Augsbourg
- 2014 : Fabrizio Plessi – Sul viaggio. Über das Reisen, Ludwig Museum (de), Coblence

## Livres, livres illustrés, catalogues d'exposition
- Lava. Fabrizio Plessi, Hrsg. Thomas Elsen. Kehrer, Heidelberg, 2007.  (ISBN 978-3-939583-19-6)
- Plessi, Digital Islands 1970–1990. Hrsg. Richard W. Gassen. Kehrer, Heidelberg, 2006.  (ISBN 978-3-939583-01-1)
- Wulf Herzogenrath et Dorothea van der Koelen, Dokumente unserer Zeit XXXIII : Panta Rhei, Chorus - Verlag, Mayence, 2005,  (ISBN 3-926663-33-2)
- Fabrizio Plessi – Traumwelt. Hrsg. Carl Haenlein, Chorus Verlag, Munich, 2004.  (ISBN 3-931876-54-3)
- Only fire. Fabrizio Plessi. Edition Sammlung Essl, Klosterneuburg, 2001.  (ISBN 3-902001-05-4)
- Deutschlandreise. Chorus-Verlag, Munich, 2001.  (ISBN 3-931876-26-8)
- Fabrizio Plessi, Guggenheim-Museum SoHo, New York. Texte de Dorothea van der Koelen et Andreas Dornbracht. Chorus-Verlag, Mayence et Munich, 1998.  (ISBN 3-931876-23-3)
- Opus Video Sculpture. Werkverzeichnis der Videoskulpturen und -installationen 1976–1998. Texte: Heinrich Klotz et Dorothea van der Koelen. Chorus-Verlag, Mayence, 1998.  (ISBN 3-931876-19-5)
- Fabrizio Plessi, progetti del mondo. DuMont, Cologne, 1997.  (ISBN 3-7701-4042-7)
- Fabrizio Plessi. Rovina elettronica. Ursula-Blickle-Stiftung. Kraichtal, 1995.  (ISBN 3-930043-05-X)
- Plessi, Videoland Videolinz. Neue Galerie der Stadt Linz, Wolfgang-Gurlitt-Museum, Linz, 1988
- Christina Kubisch, Fabrizio Plessi. Konzerte, video performances, Installationen. Neue Galerie, Sammlung Ludwig, Aix-la-Chapelle, 1979
- Fabrizio Plessi. Kunsthalle zu Kiel. 13. März / 17. April 1977, Kunsthalle, Kiel, 1977

## Littérature et sources secondaires
- Eigenartiger Alchemist, 3sat-Sendung „Kulturzeit“, 27 février 2004.
- Carsten Ahrens et Carl Haenlein, Der Hängende Wald, L'Anima della materia, Kestner-Gesellschaft, Hanovre, 1999
- Richard W. Gassen, Pressemitteilung vom 19. Oktober 2006 zur Ausstellung im „Wilhelm-Hack-Museum“, Ludwigshafen
- Hans Gercke, Plessi water video projects, Heidelberger Kunstverein, Heidelberg, 1983
- Carl Haenlein, Traumwelt, Chorus-Verlag, Munich, 2004
- Edith Rabenstein, Fabrizio Plessi – der Bildhauer der Videotechnologie, dans: „Passauer Neue Presse“, octobre 2000.